# لجنة أمن دولة جمهورية لاتفيا الاشتراكية السوفيتية

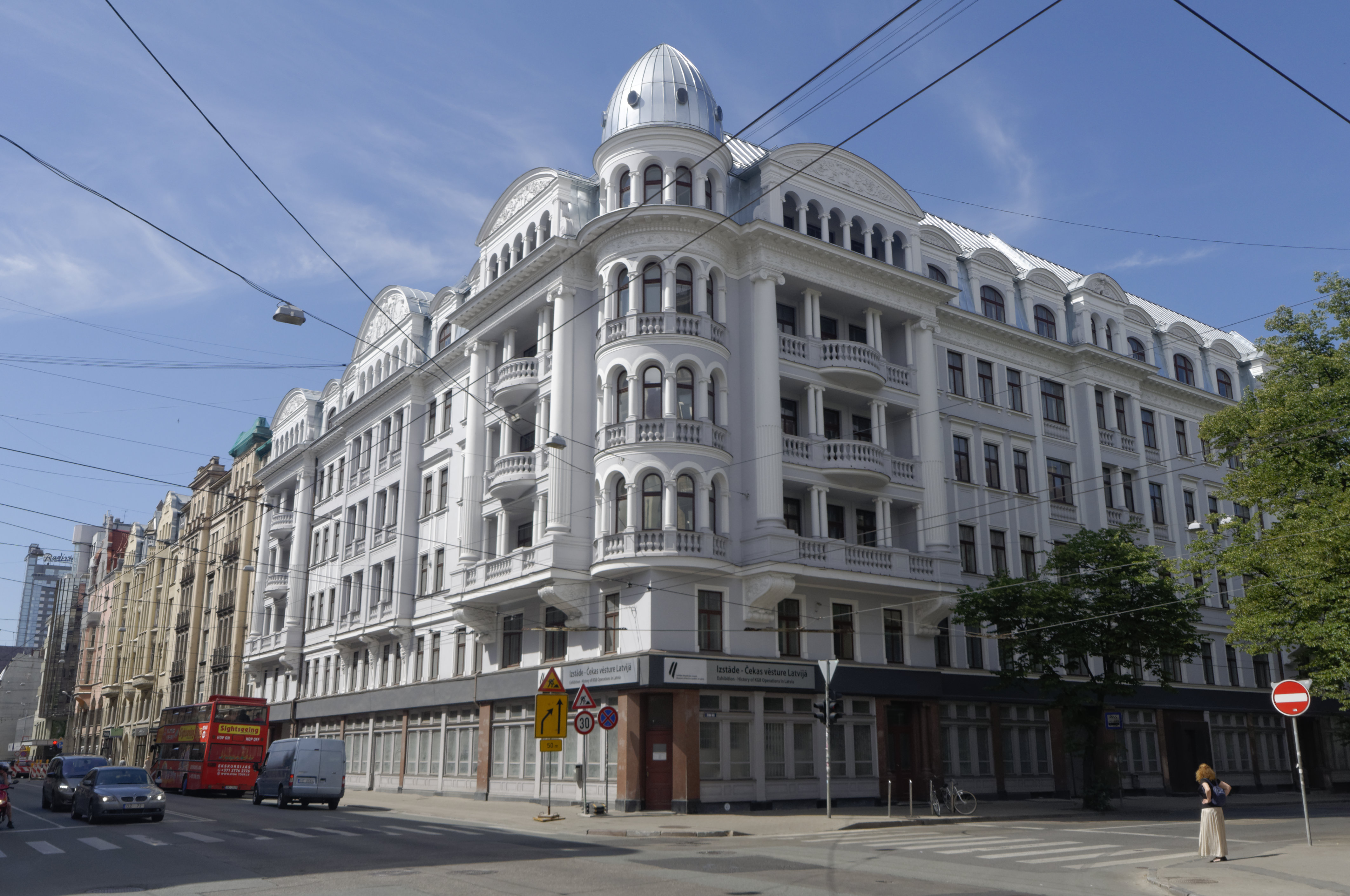
ركن البيت اسم مقر المنظمة.

لجنة أمن الدولة في جمهورية لاتفيا الاشتراكية السوفياتية أو كي جي بي كانت الشرطة السرية ومنظمة أمن الدولة لجمهورية لاتفيا الاشتراكية السوفياتية .  كانت تحت سيطرة الكي جي بي السوفياتي وتأسست في 10 أبريل 1954 وتم حلها في 24 أغسطس 1991.
رؤساء الكي جي بي من لجنة أمن الدولة لجمهورية لاتفيا الاشتراكية السوفياتية هم:
- يانيس فيفرز (10 أبريل 1954-30 يناير 1963) ؛ [2] [3]
- لونجين أفجوكيفيتش (30 يناير 1963-21 نوفمبر 1981) ؛ [4] [5] [3]
- بوريس بوغو (21 نوفمبر 1981-24 مايو 1984) ؛ [5] [6] [3]
- ستانيسلاف زوكوليس (24 مايو 1984 - 15 مارس 1990) [6] [7] [3]
- إدموندز جوهانسونز (15 مارس 1990-24 أغسطس 1991). [7] [3]